# Bolo do caco

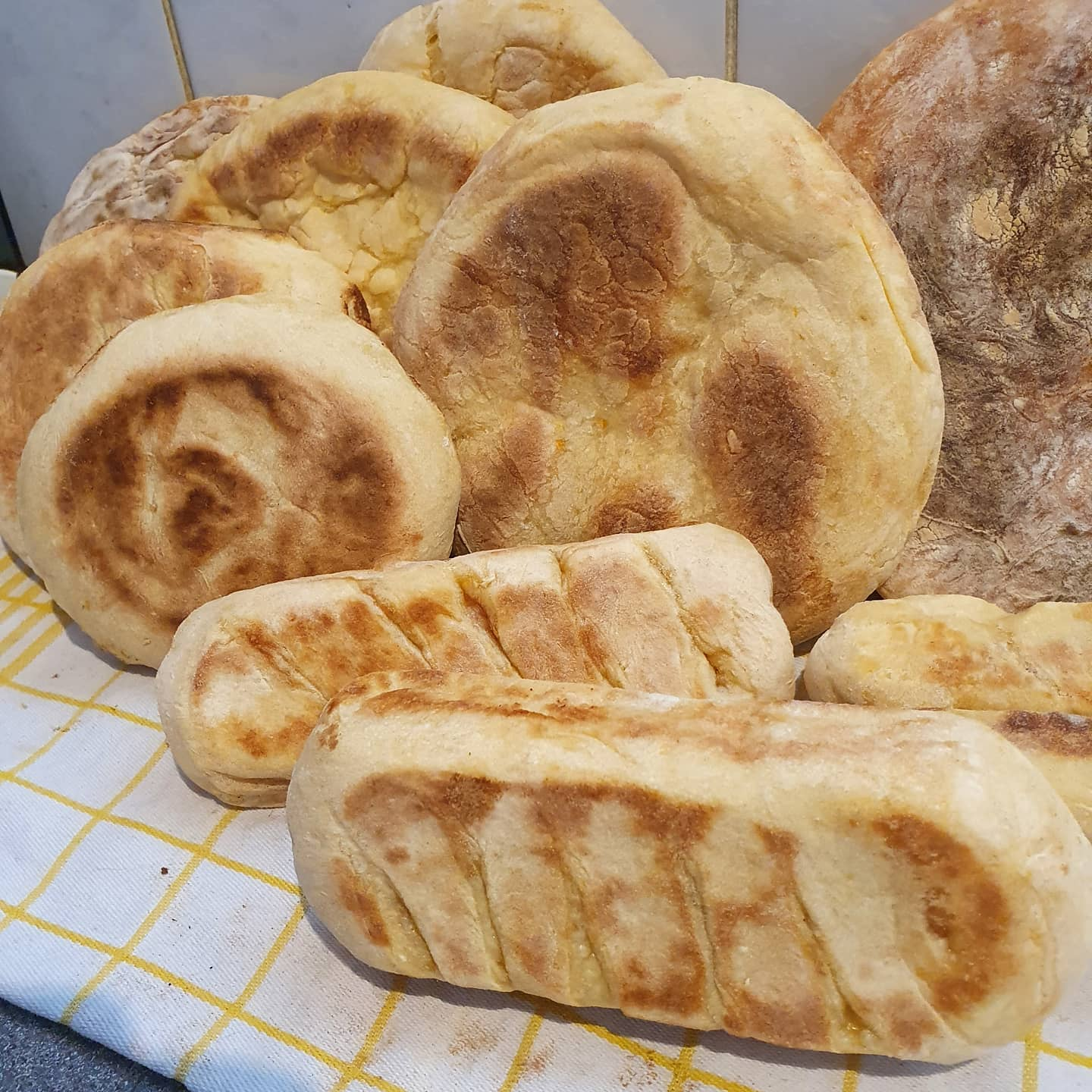
Bolo do caco

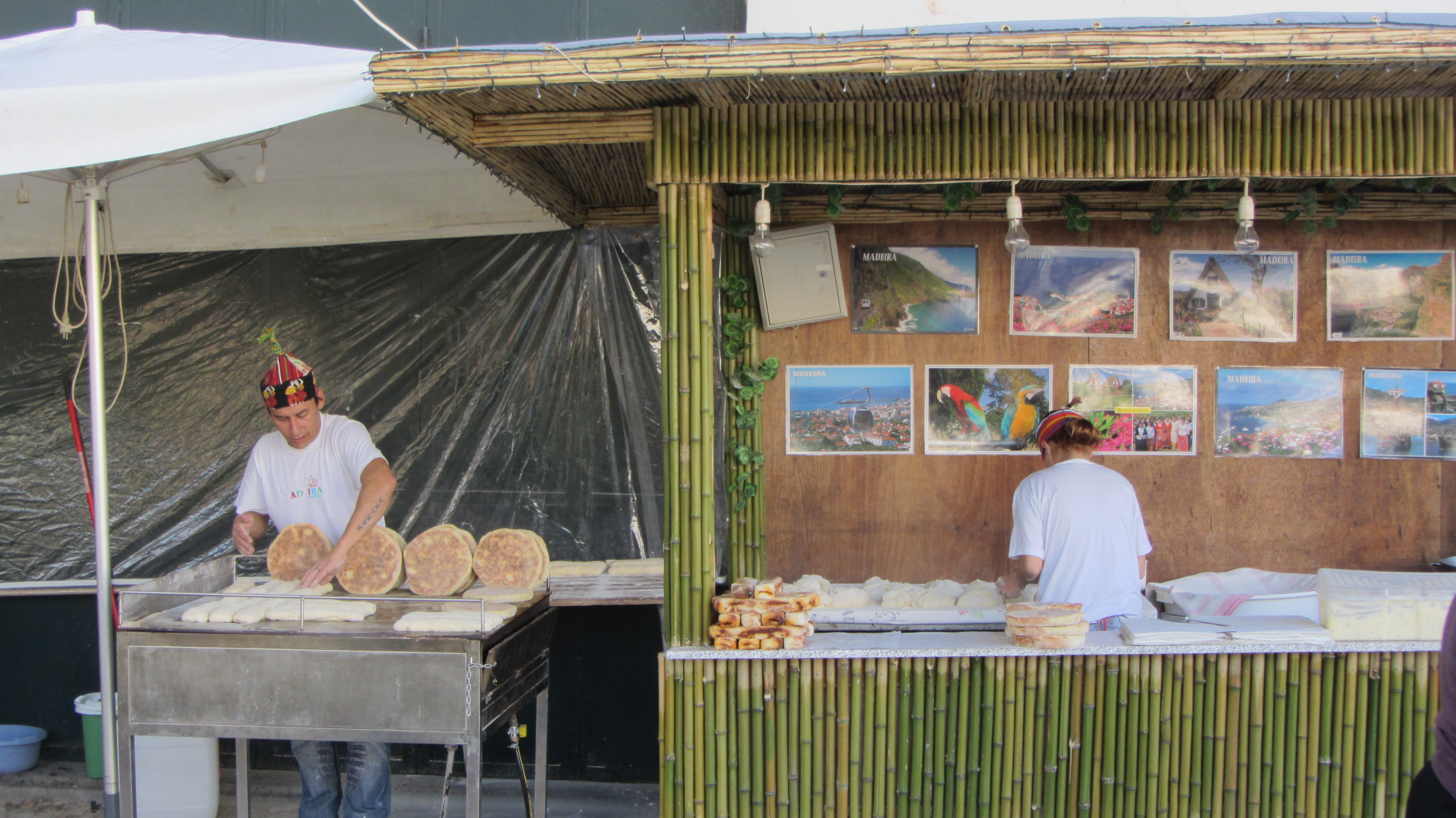
Verkaufsstand auf Madeira

Bolo do caco (portugiesisch; auf Deutsch etwa Steinofenkuchen) ist ein rundes Fladenbrot der portugiesischen Küche. Es wird insbesondere mit der Küche der Atlantikinsel Madeira assoziiert.

## Etymologie
Obwohl es den Namen „bolo“ (auf Deutsch Kuchen) trägt, handelt es sich beim Bolo do caco um ein Brot. Der „caco“ (auf Portugiesisch eigentlich Scherbe) ist ein traditioneller Steinofen.

## Zubereitung
Für den Teig wird häufig Süßkartoffelmehl verwendet. Der Hefeanteil ist eher gering. Es wird direkt auf einer heißen Oberfläche gebacken, was zu einer knusprigen Kruste bei noch weichem Inneren führt.
In madeirischen Restaurants wird es als Vorspeise serviert, nachdem es aufgeschnitten und innen mit Knoblauchbutter bestrichen wurde. An Imbissständen ist es außerdem gefüllt mit Zutaten wie Käse oder Chouriço erhältlich.